# ディープブリランテ
ディープブリランテ（欧字名:Deep Brillante、2009年5月8日 - ）は、日本の競走馬、種牡馬。
2012年の東京優駿（日本ダービー）（GI）優勝馬である。

## 概要
2009年に北海道新冠町のパカパカファームで生産された牡馬である。2005年の東京優駿（日本ダービー）優勝馬ディープインパクトの2年目産駒であり、バブルガムフェローやザッツザプレンティ、ショウナンパントルと同じバブルカンパニー一族の末裔である。セレクトセール当歳部門で売却されて、クラブ法人のサンデーレーシングが所有、栗東トレーニングセンター所属の調教師矢作芳人が管理し、騎手岩田康誠が主戦を務めた。
2歳となった2011年秋にデビューして初出走初勝利を挙げた後、東京スポーツ杯2歳ステークス（GIII）を優勝し、2連勝で重賞初勝利を挙げた。年をまたいで3歳となった2012年2月、共同通信杯（GIII）でゴールドシップに次ぐ2着、続くスプリングステークス（GII）でもグランデッツァに次ぐ2着。クラシック三冠競走の初戦皐月賞（GI）でも再びゴールドシップに後れる3着だった。しかし続く三冠第二戦・クラシック最高峰の東京優駿（日本ダービー）（GI）で巻き返した。3週間付きっ切りで調教に励んで岩田と共鳴し、課題の折り合いを克服。青葉賞優勝馬のフェノーメノにハナ差、約23センチメートル先着してダービー優勝を果たした。
夏には、1985年シリウスシンボリ以来となるダービー優勝直後の外国遠征を敢行し、イギリスのキングジョージ6世&クイーンエリザベスステークス（G1）に出走したが8着敗退。帰国後に三冠最終戦の菊花賞（GI）で二冠を目指したが出走を断念、直後に屈腱炎が判明して引退に追い込まれた。2歳秋から1年間の現役生活で7戦3勝重賞2勝、約3億円を獲得した。
競走馬引退後は、種牡馬として供用され、中央競馬と地方競馬で重賞優勝産駒を多数輩出。2017年のラジオNIKKEI賞（GIII）や2018年の中山金杯（GIII）を優勝したセダブリランテス（母父:ブライアンズタイム）や、2020年の日経新春杯（GII）を優勝し宝塚記念（GI）3着、2021年の大阪杯（GI）2着となったモズベッロ（母父:ハーランズホリデー）、2023年のラジオNIKKEI賞や毎日王冠（GII）を優勝したエルトンバローズ（母父:ブライアンズタイム）などの父として知られる。

## 誕生までの経緯

### パカパカファーム
パカパカファームは、北海道新冠町に所在する競走馬生産牧場である。2001年にアイルランド人のハリー・スウィーニィが開設した。獣医師のハリーは、1990年に大樹ファームに雇われて日本に来てから、待兼牧場への移籍を経て、独立を果たしていた。人脈に乏しい外国人経営者のハリーは、小規模の新興牧場の維持するために、様々な工夫を凝らしていた。例えば、好成績が見込める良血の繁殖牝馬を安価で揃えるために、外国に目を向け、日本で活躍している血統の近親を積極的に輸入するようになっていた。
開業直後の2001年、ハリーは、2000年のサンケイスポーツ賞4歳牝馬特別を優勝したマニックサンデーという牝馬の血統に着目していた。マニックサンデーは、父サンデーサイレンス、母バブルプロスペクター、母母バブルカンパニーという血統だった。バブルカンパニーの仔には、1995年朝日杯3歳ステークスや1996年天皇賞（秋）を優勝したバブルガムフェロー（父:サンデーサイレンス）などがいた。このことからハリーは、バブルカンパニー一族が、日本に適性があり、流行するサンデーサイレンス系との相性も抜群であると捉え、その一族を輸入しようと考えるようになった。
日本で活躍中のバブルカンパニー一族だったが、アメリカでは、それほど見込まれておらず、価格も高騰していなかった。そこでハリーは、バブルカンパニー一族の牝馬、マニックサンデーの姉にあたる牝馬・バブルドリームを、アメリカ合衆国ケンタッキー州のキーンランドセールで入手していた。この後もバブルカンパニー一族は、ザッツザプレンティやショウナンパントルなどのGI優勝馬に代表されるような活躍馬を続々輩出していった。それに応えてハリーも、バブルカンパニー一族への関心を絶やさなかった。

### ラヴアンドバブルズ
ラヴアンドバブルズは、2001年にアメリカで生産された父ルーソヴァージュ、母バブルドリームの牝馬である。三代母にバブルカンパニーを持ち、その一族の末裔だった。フランスで競走馬としてデビューし、2004年のクロエ賞（G3）を優勝、同年のクレオパトル賞で2着となるなど11戦3勝という競走成績だった。引退後、所有者との交渉の末にハリーが所有権を勝ち取り、2005年に輸入されてパカパカファームで繁殖牝馬として繋養された。ラヴアンドバブルズについてハリーは、繁殖牝馬として資質を感じ取っており「美人（中略）そこそこの美人」だったという。
繁殖生活初年度と2年目は、1996年の菊花賞優勝馬でサンデーサイレンス系の種牡馬であるダンスインザダークと交配し、初仔と2番仔を得ていた。この2頭は、怪我に阻まれて大成できなかったが、ハリーによれば馬体が良い出来だったという。そんなラヴアンドバブルズが優良な繁殖牝馬と確信するようになった3年目の2007年、交配相手に、ダンスインザダークよりも格の高いディープインパクトを選択していた。

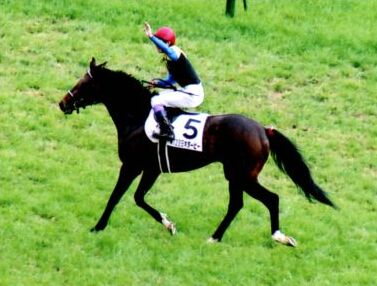
ディープインパクト

例によってサンデーサイレンス系のディープインパクトは、2005年の東京優駿（日本ダービー）優勝に加えて、皐月賞と菊花賞も優勝してクラシック三冠を成し遂げたほか、2006年の天皇賞（春）と宝塚記念、ジャパンカップと有馬記念を優勝したGI7勝、フランス遠征を敢行し凱旋門賞で3位入線を果たしていた。2006年末に引退し、翌2007年から種牡馬として供用されており、供用初年度にラヴアンドバブルズと交配していた。
翌2008年、3番仔となる牝馬を得たハリーは、連続して4年目の交配相手もディープインパクトに選んでいた。翌2009年5月8日の午前2時頃、北海道新冠町のパカパカファームにて、ラヴアンドバブルズの4番仔となる鹿毛の牡馬（後のディープブリランテ）が誕生。ディープインパクト産駒の2世代目にあたり、5月生まれという遅生まれだった。
4番仔の兄姉では、初仔と2番仔は、25戦2勝と1戦未勝利で大成できなかった。対して全姉の3番仔「ハブルバブル」は、2011年2月の新馬戦で初出走初勝利、3戦目のフラワーカップでトレンドハンターに次ぐ2着となって牝馬クラシック戦線参入を果たしていた。桜花賞と優駿牝馬（オークス）に挑み、マルセリーナに敗れる6着とエリンコートに敗れる9着だった。

## 幼駒時代

### 牧場時代

#### 誕生直後
産み落とされた4番仔（後のディープブリランテ）は、健康で骨太で大きな骨格、真っすぐな脚の持ち主という優良児だった。しかも通常生後30、40分かかるところ、15分という早い時間で立ち上がっており、牧場側は、素質を感じ取っていた。あまり高い素質にハリーは、7月に行われるセリ、主にノーザンファームや社台ファームなどの生産馬が上場されて、高値で売却されることの多いセレクトセールの当歳馬部門に上場させることを即座に決意し、生後4日後に提出期限が迫るセールのカタログ掲載用の馬体写真をすぐにこしらえていた。
セレクトセールの当歳馬部門は、主に早生まれで出来栄えの良い仔が上場されており、4月や5月生まれの遅生まれなどは、翌年の1歳馬部門に上場されることが多かった。そのため生後まもなくの4番仔の写真は、早生まれの仔よりどうしても見劣りした。しかしハリーには自信があり、何より早く、広く4番仔の存在を知れ渡らせたかった、秘めた素質を見抜いてほしかった。セールが近づくにつれ、ハリーは、次第に生後すぐの写真の載ったカタログだけでは、売却できるか不安を感じるようになっていた。そこでセール直前に4番仔の最新の馬体写真を掲載したハガキを二千枚作成し、関係者に配って宣伝していた。

#### セレクトセール
リーマンショックの翌年、2009年に行われたセレクトセールに上場された4番仔は、落札希望者が複数おり、競り合いとなっていた。その競りの参加者の一人、栗東トレーニングセンター所属の調教師である矢作芳人は、ある馬主に3000万円の予算を託されて馬を探していた。矢作は、4番仔を見て「顔が良いとかお尻の形が好みといったレベルのものではなく、全体的な雰囲気であり感覚的なもの（中略）女性に恋することと同様であり、惚れるのに理由はいらない。」と回顧するようにすぐに一目惚れ、後に矢作は、均整の取れた馬体かつ充実した後ろ脚の持ち主であることが高評価の要因だったと、冷静に回顧している。また当日同伴した父、引退直後の元調教師の矢作和人とも見解が一致し、強い意志で入札を試みていた。ところが価格は予算の3000万円を突破。予算一杯の3000万円の入札をした矢作は、落札できなかった。
競り合いを制したのは、ハリーが配布したハガキを受け取って好感触を得た吉田勝己、吉田が率いるノーザンファームだった。矢作の予算を少し超える3100万円での落札していた。セレクトセールでは、売却者の立場になりやすいノーザンファームだったが、毎年数頭を落札して購入していた。そのうちの1頭が4番仔だった。
競り合いに敗れた矢作は、一目惚れした4番仔をどうしても諦めることができなかった。そこで落札者がノーザンファームと判明してすぐに、ノーザンファームに電話をかけて「もしあの馬（4番仔）をクラブに入れることが決まっていて、調教師は決まっていないという状況なら、自分を候補に加えてもらえませんか」と直訴、矢作曰く「後にも先にも、あんなことはしたことがない」という行動を取っていた。電話の通り4番仔は、ノーザンファーム関連のクラブ法人有限会社サンデーレーシングが所有して競走馬となったが、サンデーレーシングは矢作の訴えを承諾していた。矢作は、ある馬主のための落札こそできなかったが、紆余曲折あって管理調教師になる願いだけを叶えていた。

##### パカパカファーム
新冠町のパカパカファームで生まれた4番仔は、しばらくして日高町のパカパカファーム厚賀分場に移り、育成が施された。厚賀分場は、2008年に開設したばかりであり、4番仔はその一期生となった。落札は、大手牧場のノーザンファームだったが、セレクトセールの当歳馬は、1歳3月31日まで上場者が管理するルールとなっており、4番仔は1歳4月まで、厚賀分場で過ごした。当歳のうちに上場して売却先が定まったため、1歳時には、売却先探しのために見栄えを仕上げる時間を割くことなく、育成に専念することができた。
牧場では、遅生まれにもかかわらず、早生まれと遜色ない成長曲線を描いていた。姉のハブルバブルは、気性が悪く、人の手を煩わせたが、4番仔は正反対で大人しく、手がかからなかった。ただ自己主張に乏しいために、エサを桶に用意しても、他の同期に後れを取ってしまうほどだった。出来はハリーによれば「パーフェクトな馬」だったという。アクシデントなく成長して1歳4月で厚賀分場を巣立ち、ノーザンファームに移動した。

### 育成牧場時代
10月8日にはノーザンファーム空港牧場に移動し、およそ1か月で坂路調教を開始するなど、順調に育成のための調教をこなした。ディープインパクト産駒の成長力を受け継ぎ、成長が著しかった。牧場に来た当初は、馬体重は457キログラムで、牧場長の菅谷清史によれば「馬体が詰まって、コロンとしていた」状態だったが、調教を続けて成長し、牧場を巣立つ2歳6月20日となった頃の馬体重は、500キログラムに達していた。菅谷は「歩きが柔らかく（中略）。性格のいい優等生タイプで、扱いやすく、乗っても気難しさを出しませんでした」と回顧している。空港牧場を巣立ち北海道を出ると、滋賀県甲賀市のノーザンファームしがらきに移動していた。

## 競走馬時代

### デビューまで
4番仔は競走馬になるにあたり、サンデーレーシングに出資する組合のサンデーサラブレッドクラブにて全40口、1口110万円の総額4400万円で出資会員募集がなされている。カタログでは「小さく軽い頭部や柔らかく丸みがかったシルエット、張りのある立派な臀部など随所に父の産駒らしい特長が見受けられます。腰高の馬体はいかにも成長途上で幼さを感じさせますが、中身の詰まった腹部のラインは長くどっしりとした雰囲気を醸し出しており、非力な印象を与えません。5月生まれながら現時点でも筋肉は十分に付いていて（中略）愛嬌のある顔つきで普段は大人しいものの、嫌なことは嫌だとハッキリ主張する我の強い一面も（後略）」という売り文句が添えられていた。出資会員のなかには、矢作の父、矢作の管理を後押しした矢作和人も加わっていた。矢作和人にとって、調教師引退後初めての一口出資だった。4番仔は父の名から「ディープ」、イタリア語で「輝いて」を意味する「ブリランテ」を組み合わせた「ディープブリランテ」という競走馬名が与えられた。
2歳となったディープブリランテは、2011年8月、ノーザンファームしがらきから栗東の矢作厩舎に入厩する。矢作は、ノーザンファーム空港をたびたび訪れて、ディープブリランテの馬体を確認していたが、セレクトセール時の好感触が崩れなかったという。矢作の思い描いた通りのシルエットを持つ競走馬に成長していた。追い切りでも抜群の動きを見せ、矢作は大きな期待をかけ、慎重に扱うようになった。

### 2歳（2011年）

#### 東京スポーツ杯2歳ステークス
10月1日、阪神競馬場の新馬戦（芝1800メートル）に出走。直前にソエを抱えながらのデビューとなった。ダービーの大タイトルまで見据えている矢作は、ダービー馬の器にふさわしい完勝を目論み、あくまで通過点であると考えていた。しかしそれがプレッシャーとなって耐えきれず、阪神での現地観戦はせず、札幌競馬場の装鞍所から見届けることとなった。岩田康誠が跨り、単勝オッズ1.2倍の1番人気だった。出遅れたスタートから中団を追走した後、第3コーナーから促されずとも進出。直線で先頭を奪取してからは独走となった。後方に5馬身差をつけて決勝線に到達し、初出走初勝利を挙げた。
続いて11月19日、東京スポーツ杯2歳ステークス（GIII）で重賞初挑戦となる。デイリー杯2歳ステークス優勝のクラレント、重賞2着3着のジャスタウェイやマイネルロブストとの対決となったが、初勝利を挙げたばかりのディープブリランテがそれらを上回る1番人気、単勝オッズ2.4倍に推された。ただし当日は雨、飛びの大きい走法のディープブリランテとは相性の悪い道悪、不良馬場だった。新馬戦で出遅れたためゲート練習をこなしたうえでの参戦だった。
出遅れずにスタートを切って先行し2番手を確保。逃げ馬がスローペースに持ち込んだことで、前に行きたがる一面を見せたが、持ち堪えて直線に向いて末脚を発揮していた。残り400メートルで抜け出してからは独走。道悪をこなし、後方に3馬身差をつけて決勝線に到達していた。重賞初勝利を挙げて賞金を加算し、クラシック戦線参入に成功。2009年ローズキングダム以来となる2年ぶり7例目となる初出走初勝利からの東京スポーツ杯2歳ステークス戴冠だった。
この後は、暮れのラジオNIKKEI杯2歳ステークス参戦を予定していた。矢作には、JRA賞最優秀2歳牡馬の選出段階に大きな不満があった。最優秀2歳牡馬は、2歳牡馬限定のGI競走である朝日杯フューチュリティステークスの優勝馬が、半ば自動的に、毎年当然のように受賞していた。それが気に食わない矢作は、できればその習慣を覆したいと考えていた。
そこでディープブリランテを東京スポーツ杯2歳ステークス、ラジオNIKKEI杯2歳ステークスを連勝させ、3戦3勝重賞2勝という身分でJRA賞選考のまな板に載せてあげようと意気込んでいた。しかしディープブリランテにソエと骨瘤が発覚、万全を期して回避となり、矢作の野望は立ち消えとなった。ノーザンファームしがらきにて放牧となり年内全休。結局、この年のJRA賞では、最優秀2歳牡馬部門にて票こそ得ているが、全285票中2票に留まり、やはり朝日杯フューチュリティステークス優勝のアルフレードには敵わなかった。

### 3歳（2012年）

#### クラシックまでの道程
1月21日に帰厩し、2月12日の共同通信杯（GIII）に出走。成長してソエも解消し万全の状態での始動となった。参戦を見送ったラジオNIKKEI杯2歳ステークス2着のゴールドシップとの対決が注目視されて人気を二分したが、ディープブリランテが1.4倍、ゴールドシップが4.1倍という評価だった。

11頭立て2番枠から好スタートを切った後に、勢いそのまま先行した。少頭数で逃げ馬メンバー不在の構成であったためにたやすく先頭、ハナに到達し逃げる形となった。走る気に溢れるディープブリランテは、前方に馬がいない状況に喜んで引っ掛かり、体力を消耗。そのため押し切りを狙うほかなくなっていた。スローペースを刻んでから第3コーナーから最終コーナーにかけて加速し、先頭を守って直線に向いていた。
ただし逃げる本命馬は、他の馬の格好の的となった。背後で待機していたゴールドシップに末脚発揮を許すと、抵抗できなかった。すぐに先頭を譲り、そして突き放された。終いで失速、それでもゴールドシップ以外には、先着を許さなかった。3番人気スピルバーグに限りなく接近されたが、抵抗してハナ差だけ先着、薄氷の2着は確保していた。世代屈指の能力を持ちながら自身の気性が災いしての初敗北は「自滅」とも捉えられた。岩田は、「言い訳になるけど、テンションが高かった。押し出されて標的にされて、一番あかんレース。（中略）夢を壊して申し訳ない」と述べていた。
クラシック初戦・皐月賞には直行せず、前哨戦を用いた。続いて3月18日のトライアル競走、スプリングステークス（GII）に出走した。ラジオNIKKEI杯2歳ステークスで3着となったグランデッツァ、朝日杯フューチュリティステークス優勝のアルフレードとの対決となる中、単勝オッズ2.2倍の1番人気に推された。
スタートから先行、逃げ馬にハナを譲って4番手に留まったが、前方の馬と距離ができていた。道中を追走する際、引っ掛かってしまうのを防ぐには、馬の背後を走るのが効果的だったが、できずもれなく引っ掛かっていた。第3コーナーまで引っ掛かり通しで進み、前方3頭が揃って失速したために自動的に最終コーナーで先頭となった。直線に向いて末脚を発揮して、背後にいたグランデッツァを引き離し、ゴール手前の急坂を駆けあがっていた。しかし寸前になって内側にもたれてしまい、自ら馬場の悪いところに突っ込んで失速する。そうこうしている間に、突き放したはずのグランデッツァが外側、馬場のきれいなところから進出して接近され、ゴール手前で逆転を許した。1馬身4分の1差をつけられた2着敗退だった。

#### 皐月賞
続いて4月15日、クラシック三冠競走の初戦である皐月賞（GI）に参戦する。大一番を前に矢作は、危機感を抱いていた。前哨戦として臨んだスプリングステークスは、2着という上位だったが内容が悪く映っていた。スプリングステークス以前まで矢作は、道中で折り合いを欠くことについて、早急に解決する必要があるような、深刻な問題と考えていなかった。東京スポーツ杯2歳ステークスと共同通信杯では、確かに折り合いを欠いたが、ペース・展開や枠順などの明確な不利を被っており、ある程度許容できる敗戦だった。ところがスプリングステークスは、不利を回避したにもかかわらず自ら折り合いを欠いて敗戦、許容できる内容ではなかった。
そこで本番直前になって、折り合いをつけるための対策を施すようになった。できる限り馬具に頼らない競走馬づくり、という矢作の信条に反して鼻革を、コンビ鼻革の着用を敢行した。そして普段の調教助手による調教では、レースで騎乗する岩田を想定して、岩田と同じように手綱を長くするなど、細かな工夫がなされて本番を迎えていた。岩田は、最終追い切りでの騎乗を矢作に願い出ていた。しかし厩舎スタッフを、担当調教助手の安藤を信頼する矢作は、それを固辞。結局安藤によって仕上げられていた。

この年のクラシック戦線は、明確な傑出馬不在の混戦とされていた。ディープブリランテをはじめ、グランデッツァやゴールドシップ、アダムスピーク、そしてきさらぎ賞や若葉ステークスを優勝したワールドエースが有力視されていたが、それぞれどこかで取りこぼしており、各々に不安要素を抱えていた。さらに当日は、降雨があり、馬場のコンディションが良くなかった。馬場状態こそ稍重だったが、特に内側の状態が著しく悪いという特殊な状態での開催となっていた。18頭立てとなる中、グランデッツァが3.1倍、ワールドエースが3.2倍という僅差で1、2番人気となり、それに次ぐ6.2倍の3番人気がディープブリランテだった。
好スタートから先行し、逃げ馬にハナを譲り、離れた3番手を追走した。先行する2頭が飛ばして逃げたために前方が空き、引っ掛かりながら第1コーナーを通過していたが、岩田が宥めて折り合いを実現していた。馬場の良いところを求めて外に張りながら最終コーナーを通過し、直線では末脚を発揮して、外側から追い上げるワールドエースやグランデッツァに応戦した。
しかし空いた馬場の悪い内側をゴールドシップに突かれた。コーナーワークで逆転され、突き放された。ゴールドシップに離された2番手だったが、大外から追い込んだワールドエースに寸前で差し切られた。ゴールドシップに約3馬身以上、ワールドエースに4分の3馬身後れを取る3着だった。ゴールドシップの奇策に敗れたのは致し方無いにしても、ワールドエースに終いで差し込まれた3着は、ダービータイトル奪取を目論む陣営にとって不満だった。矢作は、実力では世代上位と高を括っていたが、ワールドエースに上回られたことが気がかりだった。

次の大一番は、400メートル長い2400メートルで行われるため、折り合いを保つことがさらに求められた。それに限らず、少なくともワールドエースには逆転するが必要であり、折り合い面の改善とワールドエースを上回るような成長をする必要に迫られていた。そこで矢作は、信頼する厩舎スタッフを集めて話し合いを実施。大一番に向けて、厩舎一丸でディープブリランテの更生と成長促進に、注力することを決意していた。しかしそんな矢先の5月7日、主戦を務める岩田が矢作に対して、調教での騎乗を希望する電話をかけていた。
岩田は、前日の5月6日、NHKマイルカップで、2番人気のマウントシャスタに騎乗。直線で斜行し、後方にいたシゲルスダチの後藤浩輝を落馬させ、マウントシャスタを失格させて開催4日間、2週間の騎乗停止処分を受けていた。これにより岩田は、翌週のヴィクトリアマイルに桜花賞優勝馬のマルセリーナ、翌々週の優駿牝馬（オークス）で桜花賞優勝馬で二冠の懸かるジェンティルドンナに騎乗できなくなっていた。
しかし処分は2週間だったために翌々々週の東京優駿、ディープブリランテとのコンビ解消は免れていた。停止処分が明けるまでの3週間の暇ができた岩田は、自身の過失を反省した後、やり直すには、東京優駿で全力を挙げなければならないと考えるようになっていた。そこで矢作に電話をかけ、騎乗停止期間中の調教に毎日騎乗することを願い出ていた。
矢作は、信頼できるスタッフの安藤と、厩舎外部の騎手岩田のどちらに任せるかで葛藤したが、最終的に岩田に託していた。この選択はスタッフの士気が低下し、厩舎運営にも支障をきたす可能性があった。そのため岩田に対し「土日も休まずに毎日乗ること」「スタッフ全員の了承を自分で取りつけること」という条件を課していた。ダービーまでの3週間、岩田は一番乗りで厩舎に着いては、毎日のように調教に跨り、長い時間触れ合って、理解を深めていった。
時に岩田と矢作は、熱意のあまり対立した。矢作によれば、岩田が先入観から「深いブリンカーをした」様子になり、一丸で取り組む厩舎の和を乱すようなことがあった。矢作は叱り、岩田はスタッフに謝罪する事態にまで陥ったが、態度を改めて、コンビ、調教委託は継続となった。
岩田が矢作厩舎に融和する流れで、岩田は、ハミの変更を提案していた。銜える部分に細工がなされてディープブリランテの口に優しく、口を割って引っ掛かりにくくする「ダブルジョイント」のハミを乗馬クラブから取り寄せて持ち込んでいた。矢作はそれを了承し、そのハミに少しアレンジを施して使用することに決めていた。そして大一番は、以前よりかは、口に負荷がかからない、優しいハミを使用し、皐月賞で着用したコンビ鼻革も続投。万全の折り合い対策を施しての参戦となっていた。
大一番を前に調教の騎乗、ハミの変更を受け入れてもらい、不和によるチーム崩壊の危機も水に流してくれるなど、厩舎から様々な施しを受けた岩田は、大きなプレッシャーを感じるようにもなりながら大一番を迎えている。後に「穴が開いてるじゃないかと思うほど、毎日胃が痛かった。初めて経験する痛み」だったと回顧している。

#### 東京優駿（日本ダービー）
5月27日、東京優駿（日本ダービー）（GI）に参戦する。道悪小回り、右回りで行われた皐月賞とは正反対となる良馬場の大回り、左回りの東京競馬場が舞台だった。皐月賞で先着を許したゴールドシップ、そしてワールドエースも離脱せず参戦。そのほか、青葉賞優勝のフェノーメノ、京都新聞杯優勝のトーセンホマレボシ、毎日杯優勝のヒストリカルら別路線組を加えた18頭立てとなった。人気の中心は、皐月賞組だった。中でも1着ゴールドシップ、2着ワールドエースが抜けた人気となり、ワールドエースが2.5倍、ゴールドシップが3.1倍という「二強」を形成していた。対して3着のディープブリランテは、飛躍して単勝オッズ8.5倍の3番人気、「二強」から一枚落ちる評価だった。
5枠10番のディープブリランテは、好スタートを切って先行し、逃げるゼロスに次ぐ2番手まで前進した。外から主張したトーセンホマレボシに前を譲ったが3番手を確保し、最初のコーナーに差し掛かっていた。このときディープブリランテは頭が上がり、引っ掛かりかけながらの通過となっていた。ところが3週間触れ合っていた岩田が宥めると、冷静さを取り戻していた。大一番で、折り合いをつけながらの追走を実現していた。下すべき相手のワールドエースとゴールドシップは、中団後方を追走していた。
逃げるゼロスが前半の1000メートルを59.1秒で通過するハイペースで引っ張りながら、3番手ないしクラレントに接近された4番手を保って向こう正面を消化。やがて先頭ゼロスと2番手トーセンホマレボシが、後続を置いてけぼりにして2頭で逃げるようになり、ディープブリランテは馬群の先頭を担うことになった。
3番手で直線に向いてから、遥か前を行く2頭を捕まえるために、岩田は早めに、残り400メートル地点から仕掛けていた。折り合いをつけて溜めていた末脚を繰り出すと、残り200メートルで抜け出していたトーセンホマレボシをかわして先頭を奪取していた。早めに仕掛けて先頭に立ったために、終いは苦しくなった。外から追い込む同じ勝負服のフェノーメノとワールドエース、そして皐月賞優勝馬のゴールドシップに接近を許した。しかし粘りを見せて先頭を保持。ワールドエースとゴールドシップには、並びかけることすら許さなかった。ただしフェノーメノには限りなく接近された。寸前で並びかけられ、ほとんど同時に決勝線に差し掛かっていた。

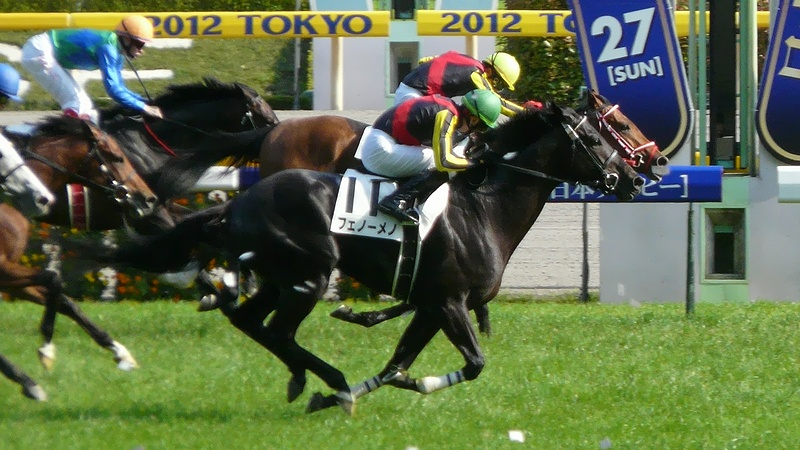
東京優駿の決勝線。並んで飛び込むディープブリランテ（正面奥、黄帽）とフェノーメノ（正面手前、緑帽）後れるトーセンホマレボシ（左奥、橙帽）とワールドエース（左手前、青帽）

ディープブリランテとフェノーメノの優劣は、写真判定に持ち込まれていた。岩田も、フェノーメノの蛯名正義も勝利の確信なくウイニングランができず、いずれも敗者の退場経路であるダートコースを歩んでいた。しかしその最中にディープブリランテのハナ差、約23センチメートル先着が判明していた。
ダービー戴冠、GI初勝利。2000年のアグネスフライトがエアシャカールを凌いで以来12年ぶり史上8度目となるハナ差決着によるダービー勝者となっていた。2010年エイシンフラッシュ以来となる皐月賞3着からの巻き返し、1999年アドマイヤベガ以来13年ぶりとなる3歳時初勝利がダービーだった。さらに1993年ウイニングチケット以来となる馬番「10」からの優勝だった。また走破タイムは2分23秒8は、2004年キングカメハメハと2005年ディープインパクトの2分23秒3に次いで史上3番目に速かった。
それから岩田や矢作、パカパカファームはダービー初優勝だった。敗者の通るダートコースを歩行中に着順掲示板を確認し優勝を知った岩田は、その場でディープブリランテに突っ伏して号泣。スタンドからは「イワタ、イワタ」と岩田コールが巻き起こっていた。
岩田は当日、緊張もなしに挑めていたという。騎乗停止という苦境に陥りながら自分を律して臨めたのは、前年のジャパンカップを優勝した際、騎乗したブエナビスタに「自信を持って乗りなさい」と教えられたことがきっかけだったという。かくして岩田は、2004年キングカメハメハで制した安藤勝己、2010年エイシンフラッシュで制した内田博幸に続いて史上3人目となる地方競馬出身のダービージョッキーとなった。

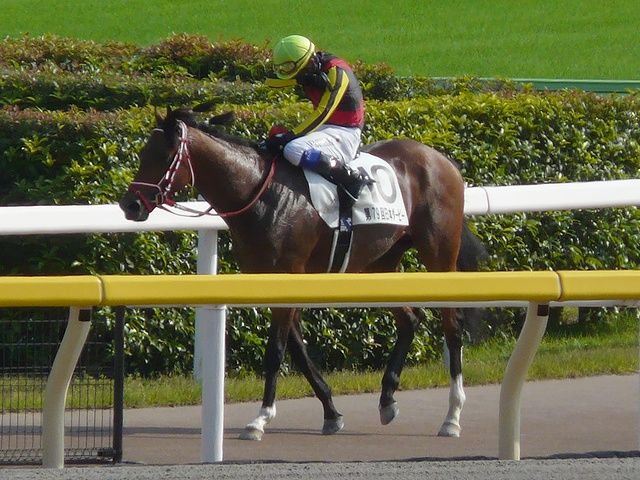
号泣する岩田

またサンデーレーシングは、前年のオルフェーヴルに続いて優勝を果たし、2004年キングカメハメハ、2005年ディープインパクトで優勝した金子真人以来史上2例目となるダービー連覇を成し遂げていた。また2着のフェノーメノもサンデーレーシングであり、史上初めてとなるダービーワンツー独占、前週の優駿牝馬優勝もまた同様で、2週連続クラシック優勝を成し遂げていた。それから父ディープインパクトは、産駒2世代目でダービー優勝、史上7例目となるダービー親仔優勝を果たしていた。

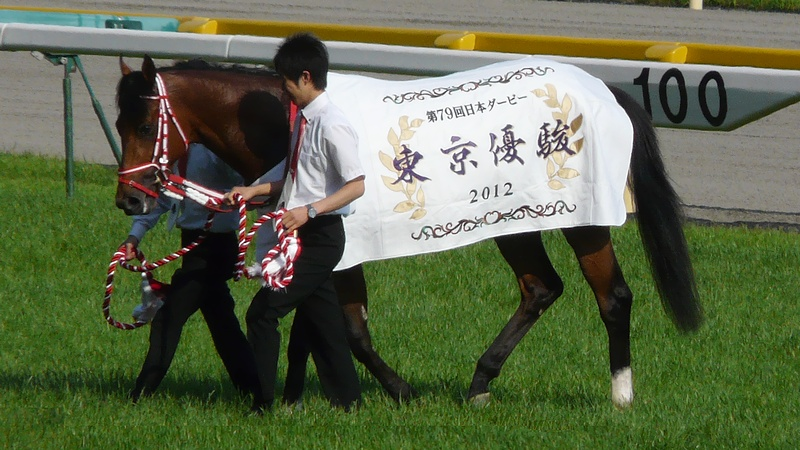
優勝馬服

#### 遠征
ダービー優勝の後は、秋に備えて夏休みに入ることなく戦線に残り、ヨーロッパ遠征を敢行した。7月中旬にイギリスのアスコット競馬場で行われるG1競走のキングジョージ6世&クイーンエリザベスステークス出走を目指した。古馬との初対決、それもヨーロッパの強豪古馬への挑戦となったが、3歳馬と古馬の負担重量に大きな開きがあった。3歳牡馬は55キログラムに対し、古牡馬は60.25キログラムであり、3歳馬はかなり優遇されていた。クラシックの最中、この優遇を頼りに3歳夏の遠征となった。おまけにこの年は、エリザベス女王の即位60周年、ダイヤモンド・ジュビリーであることも遠征敢行の理由になっていた。
1985年シリウスシンボリ以来東京優駿優勝直後の外国遠征となり、1969年スピードシンボリ、1985年シリウスシンボリ、2000年エアシャカール、2006年ハーツクライ以来5頭目となるキングジョージ6世&クイーンエリザベスステークス挑戦、シリウスシンボリとエアシャカールに次いで3頭目となる3歳馬による挑戦だった。7月6日にイギリスに到着。ニューマーケットのクライヴ・ブリテン厩舎に滞在し、アルバハスリ調教場で調整された。検疫や輸送を順調にこなして仕上げられたディープブリランテは、岩田によれば「ダービーの時よりいい状態」だったという。
7月21日のキングジョージ6世&クイーンエリザベスステークス（G1）は10頭立て、うち7頭がGI級競走優勝馬だった。外枠から好スタートを切って急な下り坂を通り、中団を確保した。スピードがつく下り坂、スローペース、前方に馬がいない状況だったが、折り合いをつけながらの追走を実現、4、5番手で最終コーナーを向いていた。直線では、先に抜け出したナサニエルやデインドリーム、セントニコラスアビーを目指して追い上げたが、末脚を全く使えなかった。
失速して先頭争いには加われずに後退、8着に敗れた。最大の敗因は、矢作によれば、ディープブリランテの長所であるテンションの高さが全くなかったことだった。ニューマーケットの環境に順応しきって、落ち着いていたという。

### 引退
イギリス・ロンドンからの帰路は、陸送を経てパリからの直行便を予定していた。しかし直行便が急遽欠航となり、回り道を強いられた。アムステルダムへ陸送された後、ミラノを経由しての帰国となった。長距離の移動を強いられたディープブリランテは消耗し、帰国後の放牧では、ひたすら回復に充てられた。このため前哨戦の季節には間に合わず、秋はGIへの直行を余儀なくされた。
9月27日に帰厩。再始動戦は、クラシック最終戦の菊花賞、もしくは古馬相手の天皇賞（秋）の二択に絞られ、このうち10月21日に行われる菊花賞参戦を選択していた。皐月賞優勝馬のゴールドシップも出走を表明し、2000年のエアシャカールとアグネスフライト以来12年ぶりとなる皐月賞優勝馬と東京優駿優勝馬による対決が期待されていた。さらに1943年クリフジ、1973年タケホープに続く東京優駿と菊花賞のクラシック二冠、1987年サクラスターオー以来となる前哨戦なしの菊花賞戴冠も期待されていた。ところが直前の10月18日、追い切りをした後、右前脚に熱が確認された。腫れはなく、歩様に問題はなかったが、大事を取って菊花賞参戦を断念した。
その後、トレーニングセンター内の診療所で受けたエコー検査の結果、中程度の屈腱炎を発症していることが判明して長期離脱となり、北海道で放牧となった。初めは翌年秋での復帰を見込んでいたが、ノーザンファーム空港で受けた再検査の結果、再起の難しい故障であることが判明して即引退。10月26日付で日本中央競馬会の競走馬登録を抹消された。
矢作は「遅生まれだったディープブリランテは明らかに未完成で、古馬になって良さが出てくる血統」であると捉えていた。それにドバイワールドカップミーティングのドバイワールドカップや、香港のクイーンエリザベス2世カップなど翌年春の外国遠征に再び挑戦する計画も存在した。しかし3歳のうちに引退に追い込まれた。

## 種牡馬時代

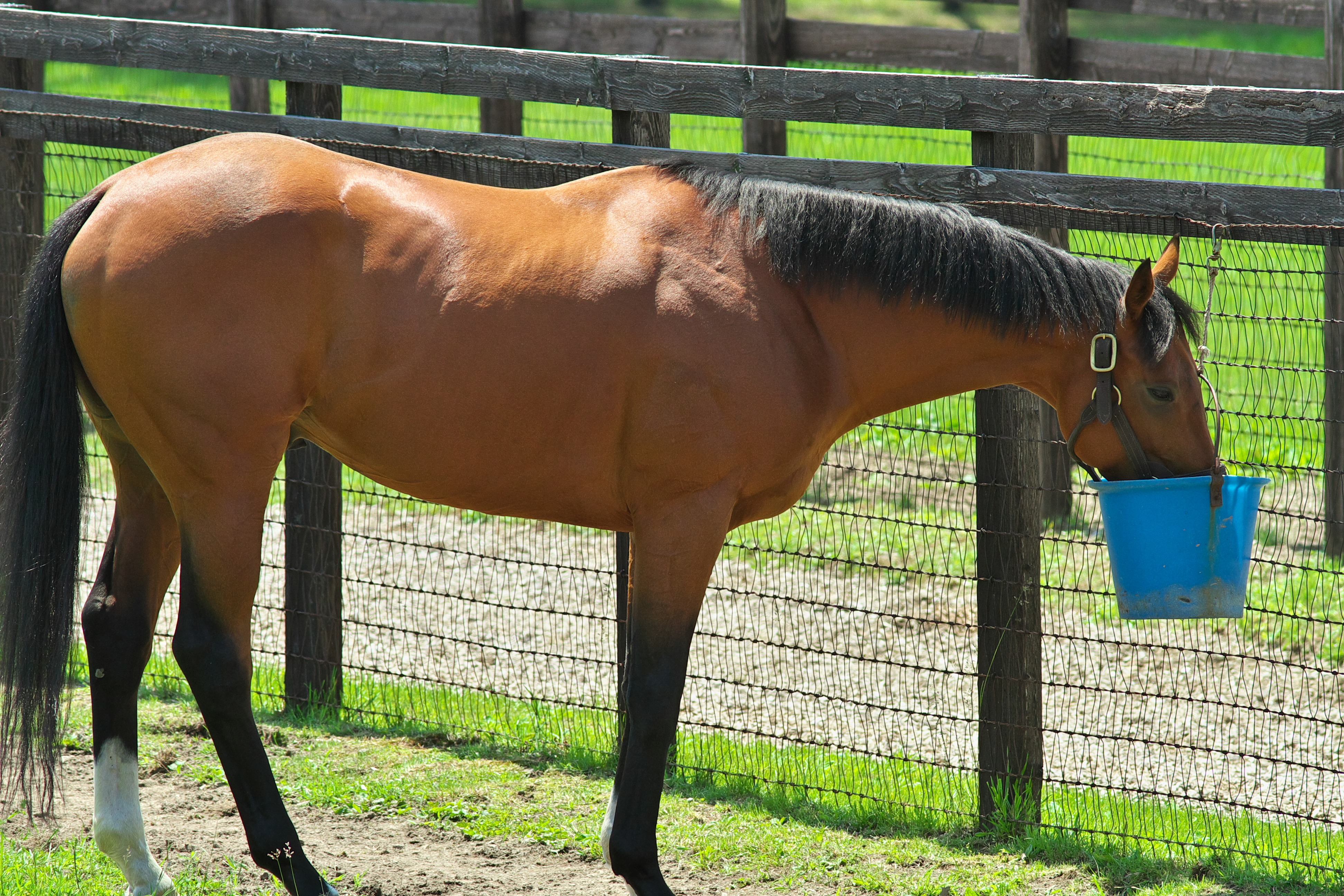
社台スタリオンステーションにて。

競走馬引退後は、父ディープインパクトと同じ北海道安平町の社台スタリオンステーションにて種牡馬として供用された。初年度は205頭の繁殖牝馬と交配、ピークは初年度だったが5年目の2017年は147頭と交配するなど三桁の交配数を誇った。6年目に三桁を陥落した後に社台スタリオンステーションを退き、7年目の2019年からは北海道日高町のブリーダーズ・スタリオン・ステーションにて供用されている。
産駒は2016年から競馬場で走っており、中央競馬並びに地方競馬で活躍馬を輩出。重賞タイトルに到達した産駒も多数いる。例えば、初年度産駒のセダブリランテス（母父:ブライアンズタイム）は、2017年のラジオNIKKEI賞（GIII）や2018年の中山金杯（GIII）を優勝した。
3年目産駒のモズベッロ（母父:ハーランズホリデー）は、2020年の日経新春杯（GII）を優勝したほか、同年の宝塚記念（GI）ではクロノジェネシスとキセキに続き、サートゥルナーリアに先着する3着。翌2021年の大阪杯（GI）では、レイパパレに続き、コントレイルやグランアレグリアに先着する2着となっている。
さらに7年目産駒のエルトンバローズ（母父:ブライアンズタイム）は、2023年4月、未勝利戦を4戦かけて勝ち上がってから、昇級初戦の1勝クラスで連勝。さらにラジオNIKKEI賞も優勝、そのまま挑んだ毎日王冠（GII）ではソングラインやシュネルマイスターを下し、4連勝でGII競走戴冠まで成り上がった。
2023年限りで種牡馬を引退し、種牡馬引退後は生まれ故郷のパカパカファームで余生を送る。

## 競走成績
以下の内容は、netkeiba.com並びにJBISサーチの情報に基づく。
| 競走日     | 競馬場     | 競走名       | 格   | 距離（馬場）  | 頭 数 | 枠 番 | 馬 番 | オッズ （人気） | 着順 | タイム （上がり3F） | 着差 | 騎手     | 斤量 [kg]  | 1着馬（2着馬）         | 馬体重 [kg] |
| ---------- | ---------- | ------------ | ---- | ------------- | ----- | ----- | ----- | --------------- | ---- | ------------------- | ---- | -------- | ---------- | ---------------------- | ----------- |
| 2011.10.01 | 阪神       | 2歳新馬      |      | 芝1800m（良） | 12    | 7     | 10    | 01.2（1人）     | 1着  | 1:49.7 (34.9)       | -0.8 | 岩田康誠 | 55         | （エボニーナイト）     | 490         |
| 0000.11.19 | 東京       | 東スポ杯2歳S | GIII | 芝1800m（不） | 15    | 7     | 13    | 02.4（1人）     | 1着  | 1:52.7 (35.9)       | -0.5 | 岩田康誠 | 55         | （フジマサエンペラー） | 498         |
| 2012.02.12 | 東京       | 共同通信杯   | GIII | 芝1800m（良） | 11    | 2     | 2     | 01.4（1人）     | 2着  | 1:48.6 (33.9)       | -0.3 | 岩田康誠 | 57         | ゴールドシップ         | 510         |
| 0000.03.18 | 中山       | スプリングS  | GII  | 芝1800m（重） | 14    | 6     | 9     | 02.2（1人）     | 2着  | 1:50.9 (35.8)       | -0.2 | 岩田康誠 | 56         | グランデッツァ         | 502         |
| 0000.04.15 | 中山       | 皐月賞       | GI   | 芝2000m（稍） | 18    | 3     | 6     | 06.2（3人）     | 3着  | 2:01.8 (36.7)       | -0.5 | 岩田康誠 | 57         | ゴールドシップ         | 502         |
| 0000.05.27 | 東京       | 東京優駿     | GI   | 芝2400m（良） | 18    | 5     | 10    | 08.5（3人）     | 1着  | 2:23.8 (34.5)       | -0.0 | 岩田康誠 | 57         | （フェノーメノ）       | 496         |
| 0000.07.21 | アスコット | KGVI & QEDS  | G1   | 芝（）        | 10    |       | 10    |                 | 8着  |                     |      | 岩田康誠 | [ 注釈 6 ] | Danedream              | 計不        |

## 種牡馬成績

### 年度別成績
以下の内容は、JBISサーチの情報に基づく。
| 種付年度 | 種付頭数 | 生産頭数 | 血統登録頭数 | 出走頭数 | 勝馬頭数 | 重賞勝馬頭数 | AEI  | CPI  |
| -------- | -------- | -------- | ------------ | -------- | -------- | ------------ | ---- | ---- |
| 2013     | 205      | 125      | 123          | 108      | 63       | 2            | 0.81 |      |
| 2014     | 170      | 108      | 107          | 100      | 64       | 1            | 0.68 |      |
| 2015     | 135      | 97       | 93           | 82       | 55       | 3            | 1.08 |      |
| 2016     | 88       | 56       | 56           | 49       | 25       | 0            | 0.40 |      |
| 2017     | 148      | 92       | 92           | 83       | 50       | 1            | 0.62 |      |
| 2018     | 86       | 54       | 53           | 48       | 25       | 1            | 0.71 |      |
| 2019     | 40       | 31       | 30           | 24       | 8        | 0            | 0.76 |      |
| 2020     | 44       | 24       | 23           | 0        | －       | －           | －   |      |
| 2021     | 63       | 40       | 40           | 0        | －       | －           | －   |      |
| 2022     | 35       | 0        | 0            | 0        | －       | －           | －   |      |
| 合計     | 合計     | 合計     | 617          | 494      | 290      | 8            | 0.84 | 1.28 |

- 情報は、2023年5月12日時点。
- 出走頭数、勝馬頭数、重賞勝馬頭数、アーニングインデックス、コンパラブルインデックスは、平地競走に限る。

### 重賞優勝産駒

#### グレード制重賞及びダートグレード競走優勝馬
- 2014年産
  - セダブリランテス（2017年ラジオNIKKEI賞、2018年中山金杯）母父:ブライアンズタイム[122]
- 2016年産
  - モズベッロ（2020年日経新春杯）母父:ハーランズホリデー[123]
  - ラプタス（2020年黒船賞、2020年21年かきつばた記念、2021年サマーチャンピオン、2022年兵庫ゴールドトロフィー）母父:ボストンハーバー[124]
- 2020年産
  - エルトンバローズ（2023年ラジオNIKKEI賞、毎日王冠）母父:ブライアンズタイム[125]

#### 地方重賞優勝馬
- 2014年産
  - オーブスプリング（2016年フローラルカップ）母父:フレンチデピュティ[126]
- 2015年産
  - ナムラムツゴロー（2022年日本海スプリント）母父:ストームキャット[127]
- 2016年産
  - パレスラブリー（2018年金沢シンデレラカップ）母父:シングスピール[128]

- 2018年産
  - ブルーカルセドニー（2020年フローラルカップ）母父:キングカメハメハ[129]
- 2019年産
  - ミゲル（2022年ニューイヤーカップ）母父:キングカメハメハ[130]

### 母父としての重賞優勝産駒

#### 地方重賞優勝馬
- 2022年産
  - ケイズレーヴ（2025年ネクストスター中日本、ぎふ清流カップ、兼六園スプリント）父：ブリックスアンドモルタル
  - キミノハート（2025年西日本クラシック）父：ルヴァンスレーヴ

## 血統
| ディープブリランテの血統                          | ディープブリランテの血統                                | ディープブリランテの血統                     | （血統表の出典）                             | （血統表の出典） |
| 父系                                              | サンデーサイレンス系                                    | サンデーサイレンス系                         | サンデーサイレンス系                         | [ § 2 ]          |
| 父 ディープインパクト 2002 鹿毛                   | 父の父* サンデーサイレンス Sunday Silence 1986 青鹿毛   | Halo                                         | Hail to Reason                               | Hail to Reason   |
| 父 ディープインパクト 2002 鹿毛                   | 父の父* サンデーサイレンス Sunday Silence 1986 青鹿毛   | Halo                                         | Cosmah                                       |                  |
| 父 ディープインパクト 2002 鹿毛                   | 父の父* サンデーサイレンス Sunday Silence 1986 青鹿毛   | Wishing Well                                 | Understanding                                | Understanding    |
| 父 ディープインパクト 2002 鹿毛                   | 父の父* サンデーサイレンス Sunday Silence 1986 青鹿毛   | Wishing Well                                 | Mountain Flower                              |                  |
| 父 ディープインパクト 2002 鹿毛                   | 父の母* ウインドインハーヘア Wind in Her Hair 1991 鹿毛 | Alzao                                        | Lyphard                                      | Lyphard          |
| 父 ディープインパクト 2002 鹿毛                   | 父の母* ウインドインハーヘア Wind in Her Hair 1991 鹿毛 | Alzao                                        | Lady Rebecca                                 |                  |
| 父 ディープインパクト 2002 鹿毛                   | 父の母* ウインドインハーヘア Wind in Her Hair 1991 鹿毛 | Burghclere                                   | Busted                                       | Busted           |
| 父 ディープインパクト 2002 鹿毛                   | 父の母* ウインドインハーヘア Wind in Her Hair 1991 鹿毛 | Burghclere                                   | Highclere                                    |                  |
| 母 *ラヴアンドバブルズ Love and Bubbles 2001 鹿毛 | 母の父Loup Sauvage 1994 栗毛                            | Riverman                                     | Never Bend                                   | Never Bend       |
| 母 *ラヴアンドバブルズ Love and Bubbles 2001 鹿毛 | 母の父Loup Sauvage 1994 栗毛                            | Riverman                                     | River Lady                                   |                  |
| 母 *ラヴアンドバブルズ Love and Bubbles 2001 鹿毛 | 母の父Loup Sauvage 1994 栗毛                            | Louveterie                                   | Nureyev                                      | Nureyev          |
| 母 *ラヴアンドバブルズ Love and Bubbles 2001 鹿毛 | 母の父Loup Sauvage 1994 栗毛                            | Louveterie                                   | Lupe                                         |                  |
| 母 *ラヴアンドバブルズ Love and Bubbles 2001 鹿毛 | 母の母*バブルドリーム Bubble Dream 1993 鹿毛            | Akarad                                       | Labus                                        | Labus            |
| 母 *ラヴアンドバブルズ Love and Bubbles 2001 鹿毛 | 母の母*バブルドリーム Bubble Dream 1993 鹿毛            | Akarad                                       | Licata                                       |                  |
| 母 *ラヴアンドバブルズ Love and Bubbles 2001 鹿毛 | 母の母*バブルドリーム Bubble Dream 1993 鹿毛            | *バブルプロスペクター Bubble Prospector      | Miswaki                                      | Miswaki          |
| 母 *ラヴアンドバブルズ Love and Bubbles 2001 鹿毛 | 母の母*バブルドリーム Bubble Dream 1993 鹿毛            | *バブルプロスペクター Bubble Prospector      | *バブルカンパニー                            |                  |
| 母系(F-No.)                                       | Prodice系(FN:1-b)                                       | Prodice系(FN:1-b)                            | Prodice系(FN:1-b)                            | [ § 3 ]          |
| 5代内の近親交配                                   | Lyphard 4×5、Busted 4×5、Northern Dancer 5×5            | Lyphard 4×5、Busted 4×5、Northern Dancer 5×5 | Lyphard 4×5、Busted 4×5、Northern Dancer 5×5 | [ § 4 ]          |
| 出典                                              | 1. 2. 3. 4.                                             | 1. 2. 3. 4.                                  | 1. 2. 3. 4.                                  | 1. 2. 3. 4.      |